# Bhagamandala
Bhagamandala est un lieu de pèlerinage dans le sud de l'Inde localisé dans le district de Kodagu, dans l'État de Karnataka.
Bhagamandala est situé sur la rivière Kaveri et est au confluent de deux autres affluents, le Kannike et la rivière mythique Sujyoti. Le confluent est considéré comme sacré (kudala ou triveni sangam, respectivement en kannada et en sanskrit).